# Millwall Bushwackers
(Coro degli hooligans del Millwall, nato alla fine degli anni settanta)
La Millwall Bushwackers è una delle firm più note e violente dell'hooliganismo inglese. Legata al Millwall Football Club, ha avuto origine nei primi anni ottanta, quando il movimento hooligan era nel periodo di massima vitalità.

## Background
Sebbene la prima firm legata al Millwall fosse stata la F-Troop, i Bushwackers sono stati tra le più attive firm degli anni ottanta, nonché i più attivi hooligans del Millwall. Il loro principale scopo era quello di causare scompigli e scontri agli incontri calcistici della propria squadra. In diverse occasioni sono stati accusati di aver causato alcuni fra i peggiori atti di violenza del calcio inglese.
Presero e adattarono il loro nome dai Bushwhackers, un gruppo militare che tendeva agguati durante la guerra civile americana.
La firm è tuttora esistente, sebbene non abbia più le stesse dimensioni numeriche degli anni '80. Ciò è dovuto in parte all'iniziativa di tesseramento dei tifosi da parte dell'ex presidente del Millwall Theo Paphitis, in seguito agli incidenti avvenuti fuori dal New Den Stadium la sera della semifinale playoff contro il Birmingham City, nel maggio del 2002. Il sergente Russell Lamb del Metropolitan Police Service descrisse gli incidenti di quella sera come la peggior forma di violenza che avesse mai visto nella sua carriera.
È loro l'invenzione del Millwall brick, un'arma improvvisata fatta di sola carta di giornale piegata e pressata in modo tale da ottenere la durezza di una mazza o un tubo. Nasce dall'impossibilità per i tifosi inglesi di portare all'interno degli stadi oggetti contundenti.